# Puente ferroviario sobre la rivera del Jarrama
El puente ferroviario sobre la rivera del Jarrama es una infraestructura situada en el municipio español de Nerva, en la provincia de Huelva, comunidad autónoma de Andalucía. Construido a comienzo del siglo XX como parte del ferrocarril de Peña del Hierro, en la actualidad el puente está fuera de servicio.

## Características
El puente constituyó una de las pocas obras de fábrica que se realizaron durante la construcción del ferrocarril de Peña del Hierro, entre 1913 y 1914, que buscaba dar salida a la producción de la mina de Peña del Hierro. La infraestructura fue inaugurada el 12 de septiembre de 1914, junto al resto del trazado. Se encontraba situado en el punto kilométrico 12,5 y atravesaba la rivera del Jarrama, justo en el límite entre las provincias de Huelva y Sevilla. El ferrocarril minero se mantuvo en servicio hasta 1954, siendo desmantelada la vía con posterioridad. En la actualidad el puente no ofrece servicio.
El puente sobre la rivera del Jarrama tiene una longitud total de 167 metros, mientras que altura máxima es de 33 metros y la anchura del tablero de 4,30 metros. Su estructura está compuesta por cuatro vanos con bóvedas de medio punto de hormigón, con tímpanos aligerados con arquillos. Las pilas son de mampostería y sillería labradas, mientras que el resto de elementos son de mampostería.